# Симон, Антон Юльевич
Антон Юльевич Симон (фр. Antoine Simon; 5 августа 1850, Париж — 19 января (1 февраля) 1916, Москва) — российский композитор, дирижёр, пианист французского происхождения.
Антуан Симон учился в Парижской консерватории по классу фортепиано у А. Ф. Мармонтеля и по композиции у Ж. Л. Дюпрато.
С 1871 года Симон жил и работал в Москве, первоначально в качестве капельмейстера московского театра «Буфф», затем (с 1891) ― преподавал игру на фортепиано в музыкальных классах Московского филармонического общества. С 1897 года — инспектор оркестров императорских театров.

## Сочинения
Симон был одним из немногих российских авторов, обращавшихся к академической музыке для духовых инструментов: ему принадлежат, в частности, Квартет в форме сонатины, op. 23, для двух корнетов, альтгорна и тромбона, и «22 маленькие пьесы для совместной игры», op. 26 (фр. 22 petits morceaux; 1887) для ансамбля медных духовых от четырёх до семи инструментов (оба сочинения были в 2010 г. записаны венгерским Ансамблем духовых имени Эвальда). Кроме того, Симон написал три оперы и множество салонных фортепианных пьес, а среди его оркестровых и камерных сочинений — Концерт для фортепиано с оркестром ля-бемоль мажор, op. 19, Концертная пьеса для кларнета с оркестром, op. 31, Концертная фантазия для виолончели с оркестром, op. 42, Фортепианное трио ре минор, op. 16, Струнный квартет ля мажор, op. 24 и другие работы.
Отдельное значение имеют оркестровка Симона в балете Минкуса «Дон Кихот» танца Мерседес и вариации Повелительницы Дриад в картине «Сон». Принадлежат ему и оригинальные балеты: в частности, «Дочь Гудулы», Горского, «Звёзды» (1898, балетмейстер И. Н. Хлюстин, Большой театр) и «Оживлённые цветы» (1899, Большой театр), — серенаду из первого из них аранжировал для кларнета и исполнял в концертах Семён Беллисон.
Архив рукописей Симона хранится в ГЦММК имени Глинки.

## Творческий союз с Александром Алексеевичем Горским

### Балет «Дочь Гудулы»
В конце 1901 года Горский начал работу над постановкой балета «Дочь Гудулы», по роману В. Гюго «Собор Парижской богоматери». Эта тема в балете не была новой. Уже существовал балет «Эсмеральда», поставленный Жюлем Перро. Но балет Горского сильно отличался от прежнего тем, что акцент в нём был сделан на массовых сценах, на сцене жила настоящая живая народная толпа. Балет состоял из 4 актов и 9 картин.
Горский провел большую подготовительную работу и ездил в Париж, чтобы изучить место действия балета.

24 ноября 1902 года в Большом театре состоялась премьера балета, музыку к которому написал Антон Симон, оформили постановку художники: Константин Коровин и Александр Головин, а дирижировал спектаклем А. Ф. Арендс. Роли исполняли: Эсмеральда — Э. Гримальди (затем С. В. Фёдорова), Клод Фролло — В. Ф. Гельцер, Феб — М. М. Мордкин, Квазимодо — Н. П. Домашёв, Гренгуар — К. А. Бек, Гудула — М. А. Другашева

### Балет «Дон Кихот»
За два года до премьеры балета «Дочь Гудулы» союз Горского и Симона начался с работы над балетом «Дон Кихот», с оригинальной музыкой Минкуса.
Если симфоническая музыка была инструментально насыщена, то балетная музыка играла если не второстепенную роль, то была предназначена для хореографического рисунка, удобного для исполнения в балете. Такую музыку, по заказу балетмейстеров, и писали Минкус, Цезарь Пуни и Антон Симон. Современные артисты далеко не всегда знают, что в балетах было поставлено много вставных номеров, на музыку других композиторов. Зачастую упоминается лишь первый автор, например Людвиг Минкус.
В 1900 году на сцене Большого театра балетмейстер Александр Горский поставил балет «Дон Кихот» Мариуса Петипа в своей собственной редакции.
Испанский был поставлен на музыку Антона Симона.
- Премьера состоялась 6 декабря, Дирижёр — А. Ф. Арендс, художники: Константин Коровин и Александр Головин.

История постановки
| 14 декабря 1869 года | Дон Кихот | Людвиг Минкус | Мариус Петипа     |
| 6 декабря 1900 года  | Испанский | Anton Simon   | Александр Горский |

Антон Симон писал «испанскую» музыку с французским шармом, в стиле, который великолепно сочетался с балетом и замыслами Горского.